# Maurice Schumann
Maurice Schumann (10 de abril de 1911-9 de febrero de 1998) fue un político, escritor, periodista y académico francés, nacido y muerto en París, inhumado en Asnelles, en Normandie, cerca de la playa donde desembarcó en 1944
con las tropas británicas para liberar a Francia del nazismo. Fue miembro de la Academia Francesa ocupando el asiento número 13.

## Datos biográficos
Hijo de un empresario de la industria textil judío alsaciano. Maurice Schumann estudió en los Lycée Janson de Sailly y Henri-IV de París. Después se graduó en filosofía en la Sorbona (Facultad de Letras). Se inició en el periodismo en la Agencia Havas en 1935. Sus artículos fueron publicados en  Grand Reportage, en donde se desempeñó como jefe adjunto y en otras publicaciones como Sept, Temps présent, La Vie intellectuelle, l’Aube, Réalités et entreprise en las que editorializó sobre temas de política extranjera.
Antes de la Segunda Guerra Mundial fue miembro de la Sección Francesa de la Internacional Obrera (SFIO).
Se incorporó voluntariamente como intérprete militar en 1939 al cuerpo expedicionario británico. Se embarcó en San Juan de Luz con destino a Inglaterra en junio de 1940 a bordo del barco polaco M/S Batory. Se reunió con el general de Gaulle, volviéndose desde ese momento portavoz de la Francia libre. Se escuchó en la Radio Londres su voz inconfundible a lo largo del conflicto bélico. Intervino radiofónicamente en más de 1000 ocasiones entre el 17 de julio de 1940 y el 30 de mayo de 1944
Se reembarcó hacia Francia en 1944 para tomar parte en la Batalla de Francia, con el ejército británico y más tarde en la 2.ª División Blindada bajo las órdenes del general Pierre Billotte. Desembarcó en Normandía y fue el responsable de asegurar el enlace con las fuerzas francesas del interior participando activamente en la liberación de París.
El general de Gaulle dijo con respecto de Schumann: 

fue uno de los primeros, uno de los mejores, uno de los más eficaces.

Al fin de la guerra Schumann retomó su carrera de periodista desempeñándose como director político del cotidiano  L'Aube hasta 1951.
En 1944 fue miembro fundador del Movimiento Republicano Popular (MRP), un partido político demócrata cristiano. Fue parte de la Asamblea Consultiva Provisional. Fue presidente del grupo parlamentario del MRP y después presidente del partido de 1945 a 1949. Electo diputado en 1945. Reelecto en 1973 pero ya con la etiqueta de la Unión de Demócratas por la República (UDR) tras la disolución del MRP en 1967.
Fue senador en septembre 1974, y vicepresidente del Senado de 1977 a 1983. Después reelecto senador en 1983, desempeñando entonces la función de presidente de la Comisión de Asuntos Culturales del Senado de 1986 a 1995.
Maurice Schumann fue elegido a la Academia Francesa el 7 de marzo de 1974 tras el fallecimiento de Wladimir d'Ormesson, ocupando su asiento, el número 13.

## Cargos públicos
- Secretario de Estado de Asuntos Extranjeros en el gobierno de René Pleven (del 11 de agosto de 1951 al 20 de enero de 1952)
- Secretario de Estado de Asuntos Extranjeros en el gobierno de Edgar Faure (del 11 de enero al 8 de marzo de 1952)
- Secretario de Estado de Asuntos Extranjeros en el gobierno de Antoine Pinay (del 14 de marzo de 1952 al 8 de enero de 1953)
- Secretario de Estado de Asuntos Extranjeros en el gobierno de René Mayer (del 10 enero al 28 de junio de 1953)
- Secretario de Estado de Asuntos Extranjeros en el gobierno de Joseph Laniel (del 2 de julio de 1953 al 18 de junio de 1954)
- Ministro delegado en el gobierno de Georges Pompidou (del 14 de abril al 16 de mayo de 1962)
- Ministro de Estado, encargado de la investigación científica y de los asuntos atómicos y espaciales en el gobierno de Georges Pompidou (del 6 de abril de 1967 al 31 de mayo de 1968)
- Ministro de Estado, encargado de asuntos sociales del gobierno de Georges Pompidou (del 30 de mayo al 10 de julio de 1968)
- Ministro de Estado, encargado de asuntos sociales del gobierno de Maurice Couve de Murville (del 12 de julio de 1968 al 20 de junio de 1969)
- Ministro de Relaciones Exteriores del gobierno de Jacques Chaban Delmas (del 22 de junio de 1969 al 6 de julio de 1972)
- Ministro de Relaciones Exteriores del gobierno de Pierre Messmer (del 6 de julio de 1972 al 15 de marzo de 1973)

## Obra
- Les Problèmes ukrainiens et la paix européenne, Jouve et Cie, 1939
- Paris d'hier et aujourd'hui, Distribution Hachette, 1942
- Honneur et patrie, Éditions du livre français, 1946
- Le Vrai malaise des intellectuels, Plon, 1957
- Le rendez-vous avec quelqu'un, Julliard, 1962
- La voix du couvre-feu: cent allocutions de celui qui fut le porte-parole du Général de Gaulle, 1940-1944, Plon, 1964
- La France et ses alliés: où en sommes-nous?, Imprimerie moderne de la presse, 1966
- Les Flots roulant au loin, Julliard, 1973
- La Mort née de leur propre vie: Péguy, Simone Weil, Gandhi, Fayard, 1974
- La Communication, Julliard, 1974
- Angoisse et certitude: de la mort, de la vie, de la liberté, Flammarion, 1978 (Gran Premio Católico de Literatura)
- Un certain 18 juin, Plon, 1980
- Le concerto en ut majeur: roman, Plon, 1982
- Recueil général des traités de la France: 1919-1928, La Documentation française, 1984
- Une grande imprudence, Flammarion, 1986
- La victoire et la nuit: récits, Julliard, 1989
- Chantilly, domaine princier, F. Bibal, 1989
- Meurtre en ut majeur: roman, Bourin, 1993
- Bergson ou le retour de Dieu, Flammarion, 1995

Bajo el seudónimo de André Sidobre
- Le germanisme en marche, Cerf, 1938
- Benito Mussolini, Cerf, 1939

## Reconocimientos
- Compañeros de la Liberación
- La Cruz de Guerra 1939-1945
- Caballero de la Legión de Honor
- Gran Oficial de la Orden de Leopoldo (Bélgica)